# Pitkin (Colorado)
Pitkin es un pueblo ubicado en el condado de Gunnison en el estado estadounidense de Colorado. En el Censo de 2010 tenía una población de 66 habitantes y una densidad poblacional de 94,38 personas por km².

## Geografía
Pitkin se encuentra ubicado en las coordenadas 38°36′31″N 106°30′59″O / 38.60861, -106.51639. Según la Oficina del Censo de los Estados Unidos, Pitkin tiene una superficie total de 0.7 km², de la cual 0.7 km² corresponden a tierra firme y (0%) 0 km² es agua.

## Demografía
Según el censo de 2010, había 66 personas residiendo en Pitkin. La densidad de población era de 94,38 hab./km². De los 66 habitantes, Pitkin estaba compuesto por el 95.45% blancos, el 0% eran afroamericanos, el 0% eran amerindios, el 0% eran asiáticos, el 0% eran isleños del Pacífico, el 0% eran de otras razas y el 4.55% pertenecían a dos o más razas. Del total de la población el 3.03% eran hispanos o latinos de cualquier raza.